# نيورومانسر
نيورومانسر (بالإنجليزية: Neuromancer)‏ هي رواية خيال علمي شهيرة ألفها ويليام جيبسون صدرت عام 1984، وهي أولى رواياته. فازت الرواية بعدد من الجوائز، ونالت شهرة واسعة كأحد أشهر أوائل روايات السيبربنك. تتحدث الرواية عن مفاهيم من قبيل الذكاء الصناعي، والواقع الافتراضي، وهندسة الجينات، وهيمنة الشركات متعددة الجنسيات بحيث بات لديها نفوذ يفوق الدول الوطنية التقليدية، وقد تحدثت الرواية عن كل تلك المفاهيم في حقبة الثمانينات، أي قبل وقت طويل من شيوع تلك المفاهيم في ثقافة الناس كما هو الحال اليوم.

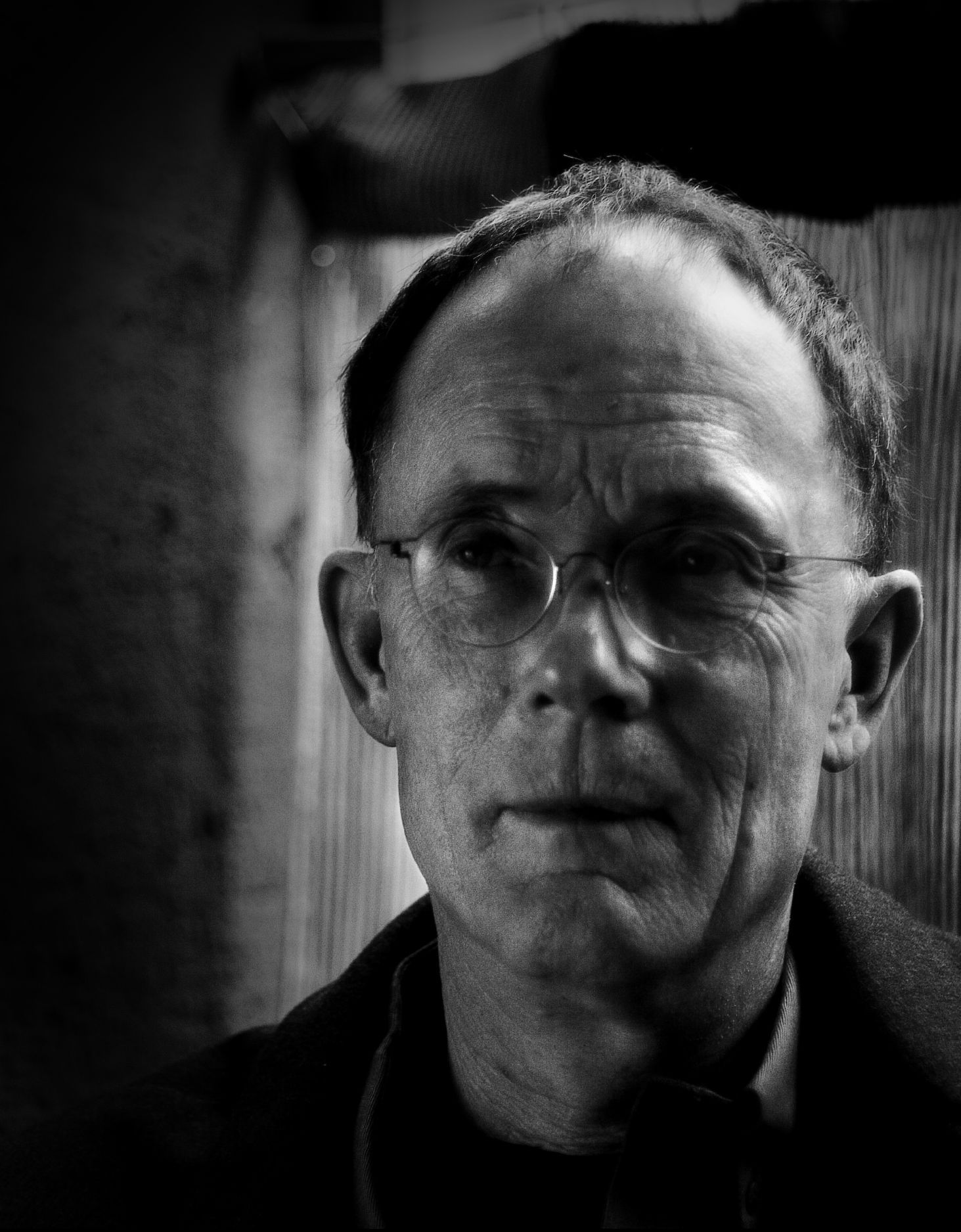
الكاتب ويليام جبسون

قصة الرواية تدور حول هاكر يستأجره شخص غامض للقيام بعملية قرصنة حاسوبية هامة. الهدف النهائي كان ربط جهازي حاسوب فائقين يتمتعان بذكاء صناعي عالي، لينتج عن ذلك جهاز حاسوب جديد بمستوى ذكاء صناعي يتجاوز الحدود المسموح بها وفق القوانين في الرواية. مساعي الاندماج هذه قادها أحد الحاسوبين رغبةً منه في الاندماج مع الحاسوب الثاني.

## وصلات خارجية
- نيورومانسر على موقع الموسوعة البريطانية (الإنجليزية)

- الكتاب ISBN 0-00-648041-1
- رواية نيورومانسر من موقع IMDB